# The Locust
The Locust ist eine amerikanische Grindcore-Band. Sie gilt als Begründer des Subgenres Electrogrind.

## Geschichte
Die Gruppe wurde 1995 in San Diego von Mitgliedern der Hardcore-Bands Struggle und Swing Kids gegründet. Ziel der Gruppe war es, die Grenzen des Grindcore zu sprengen, ihre kaum mehr als eine Minute langen Titel versetzten sie mit Keyboards. Nach verschiedenen Besetzungswechseln erschien das Debütalbum The Locust, auf dem die Gruppe in nur 13 Minuten 20 Lieder bot. Die Erstauflage 1998 als Schallplatte in einer Auflage von 2.000 Stück war binnen einer Woche ausverkauft. 1999 folgte die Veröffentlichung auf CD, diese verkaufte sich rund 20.000 mal. Nach diesem unerwarteten Erfolg wartete die Band 2000 mit einer Doppel-Single namens Well I'll Be a Monkey's Uncle auf, die Remixe verschiedener Lieder der Gruppe im Stile von Drum and Bass enthielt. Seit 2001 David Astor die Band verlassen hatte, ist sie als Quartett in der gleichen Besetzung aktiv. Es folgte ein Plattenvertrag beim renommierten Independent-Label ANTI-Records und die Studioalben Plague Soundscapes (2003) und New Erections (2007).
Schlagzeuger Gabe Serbian verstarb im April 2022 im Alter von 44 Jahren.
The Locust boykottiert Auftrittsorte, die zu Clear Channel Communications gehören. Für Justin Pearson repräsentiert das Unternehmen den rechtskonservativen Flügel und ist als multinationaler Konzern nach seiner Ansicht nicht ehrlich an Musik interessiert, außerdem habe sich Clear Channel in den letzten Präsidentschaftswahlen als Unterstützer von George W. Bush engagiert.

## Stil und Image
Die Gruppe ist bekannt für Liedtitel, die keinen Sinn zu ergeben scheinen und für ihren schwarzen Humor. Angaben von Bassist Justin Pearson zufolge sollen hinter diesen „witzigen Songtiteln“ auch „politische Untertöne“ stehen. In musikalischer Hinsicht verlassen The Locust die Grenzen des Grindcore, indem sie ihre Musik durch elektronische Instrumente anreichern. Pearson äußerte dazu: „Wir finden Napalm Death … Klasse, aber Scum ist halt schon geschrieben worden, warum sollten wir das nochmal machen?“ Die Gruppe tritt in grellgrünen Hot Pants und mit Netzmasken auf, der Sound wird als aggressiv und beißend bezeichnet. Die Bühnen-Uniformen sind für Pearson Ausdruck dafür, dass es sich bei The Locust nicht um eine gewöhnliche Band handelt.

## Diskografie
- The Locust (Gold Standard Laboratories, 1998)
- Well I'll Be a Monkey's Uncle (Doppel-Single, Gold Standard, 2000)
- Flight of the Wounded Locust (EP, Gold Standard, 2001)
- The Locust/Melt Banana (Split-EP, Gold Standard, 2002)
- Plague Soundscapes (ANTI-Records, 2003)
- Safety Second, Body Last (Single, Radio Surgery, 2005)
- New Erections (ANTI-Records, 2007)
- The Peel Sessions (Radio Surgery, 2010)
- Molecular Genetics from the Gold Standard Labs (ANTI-Records, 2012)